# Xã Carter, Quận Ashley, Arkansas
Xã Carter (tiếng Anh: Carter Township) là một xã thuộc quận Ashley, tiểu bang Arkansas, Hoa Kỳ. Năm 2010, dân số của xã này là 4.412 người.